# مؤشر الضعف
مؤشر الضعف هو مقياس لتعرض السكان لبعض المخاطر. عادةً ما يكون الفهرس عبارة عن مجموعة من المؤشرات الكمية المتعددة التي توفر من خلال بعض المعادلات نتيجة رقمية واحدة. من خلال هذا الفهرس يمكن دمج القضايا المتنوعة في إطار عمل موحد، مما يجعل المقارنات ممكنة. على سبيل المثال، يمكن دمج مؤشرات العلوم الفيزيائية مع المتغيرات الاجتماعية والطبية وحتى النفسية لتقييم المضاعفات المحتملة للتخطيط للكوارث.
بدأ أصل مؤشرات الضعف كأداة لتخطيط السياسات مع برنامج الأمم المتحدة للبيئة. أجرى أحد المشاركين في فرق العمل المبكرة أيضًا بحثًا ثانويًا يوثق تطور الأداة التحليلية عبر مراحل مختلفة. ثم توسعت المصطلح والمنهجية خلال الأدبيات الطبية والعمل الاجتماعي كما ناقشها الدكتور جيمس أوكونيل من بوسطن للرعاية الصحية للمشردين.

## المنهجية الأساسية
يصف الباحث في جامعة مالطا لينو بريغليو المنهجية الأساسية لبناء مؤشر الضعف. بأنها قياس التدابير الفردية وفقًا لأهميتها النسبية. ثم يتم إنشاء النتيجة التراكمية، عادة عن طريق إضافة القيم الموزونة. يمكن لأشجار القرار تقييم خيارات السياسة البديلة.

## الاستخدام المبكر
نشأ مؤشر الضعف المركب من عمل لجنة علوم الأرض التطبيقية لجنوب المحيط الهادئ (SOPAC)، وفيجي، وفريق الخبراء المعني بمؤشرات الضعف ( المنتسب إلى الأمم المتحدة)، استجابةً لنداء موجه في خطة عمل بربادوس لأجل تحالف الدول الجزرية الصغيرة.
شارك بروغوغليو في تطوير نموذج مؤشر الضعف للمؤسسات الدولية للدول الجزرية الصغيرة النامية. كما تستضيف جامعة مالطا معهد الجزر والدول الصغيرة، مؤسسة الدراسات الدولية. وشمل المشاركون المؤسسيون الآخرون برنامج المساعدة الإنمائية الرسمية النيوزيلندي (NZODA). في عام 1996، تم اعتماد مفهوم مؤشر الضعف المركب بشكل مؤقت من قبل محللي سياسة الكومنولث. في عام 1997، عكست ورقات المعلومات الأساسية الرسمية لوحدة الدول الجزرية الصغيرة النامية مصطلح «مؤشر الضعف» داخليًا على الأقل. كما تم تطويره في قنوات الكومنولث. بحلول عام 1997، تمت المصادقة على المصطلح لنشره من قبل موظفي الأمين العام للأمم المتحدة في تقرير الأمين العام عن تطوير مؤشر الضعف للدول الجزرية الصغيرة النامية. تم تبني هذا المفهوم لاحقًا بواسطة خبراء آخرين في هذا المجال. وسميت صراحة على هذا النحو.

## تمديد المفهوم العام
تبنت الفريق الحكومي الدولي المعني بتغير المناخ الضعف كفئة رئيسية في عام 2001. ثم طبقت ورقة 2002 نموذجا لفهرسة الضعف لتحليل القابلية للتأثر بارتفاع مستوى سطح البحر في مجتمع ساحلي أمريكي. في ندوة بناء القدرات لعام 2008 في أكسفورد، تم تقديم «مؤشر هشاشة المناخ» مع تطبيق لحماية الاقتصادات السياحية، والتي قد تكون مهمة للدول الجزرية الصغيرة وغيرها. بحلول وقت هذه الندوة، تم وضع مؤشرات الضعف كأدوات للحكم. ولى الرغم من منهجيات تقييم القابلية للتأثر الحالية، تتأثر تقييمات القابلية للتأثر بشدة بتوفر البيانات وموثوقية البيانات ومداها وحجمها وطرق تصنيف مؤشرات الضعف وتفسير «نقاط الضعف» والمفاهيم ذات الصلة. ونتيجة لذلك هناك العديد من الأطر والمؤشرات المتاحة والتي تتوافق مع أنظمة أو مناطق أو ظروف محددة، بدلاً من تعريف أو إطار عمل شامل.